# 안드레아 과스크
안드레아 과스크(Andrea Guasch, 1990년 12월 20일 ~ )는 스페인의 배우, 가수이다.

## 출연 작품
- 외계인 지구침공 (2018)